# Dave Schultz
David William „The Hammer“ Schultz (* 14. Oktober 1949 in Waldheim, Saskatchewan) ist ein ehemaliger kanadischer Eishockeyspieler und -trainer, der in seiner aktiven Zeit von 1969 bis 1980 unter anderem für die Philadelphia Flyers, Los Angeles Kings, Pittsburgh Penguins und Buffalo Sabres in der National Hockey League aktiv war.
Er gilt als eine der Legenden des nordamerikanischen Eishockeys, allerdings nicht wegen seines spielerischen Könnens, sondern wegen seiner harten Spielweise und Prügeleien auf dem Eis. Sein Name steht für den „Enforcer“ im Eishockey, also den „Mann fürs Grobe“, der dem Gegner Respekt einflößt und seine Mitspieler, notfalls handgreiflich, verteidigt. Schultz hat daher auch heute noch viele Bewunderer, andere sehen in ihm hingegen den Inbegriff des „Goons“ und der Brutalisierung des Eishockeys in den 1970er Jahren, die z. B. in der Filmsatire Slap Shot (deutsch: Schlappschuss) mit Paul Newman aus dem Jahr 1977 persifliert wird.

## Karriere
Schultz, der außerhalb des Eishockeyspielfelds als ruhig und zurückhaltend beschrieben wurde, begann seine Profikarriere bei den Salem Rebels und den Quebec Aces in den unterklassigen Ligen Eastern Hockey League und American Hockey League, wo er für seine Härte schnell bekannt wurde. Beim NHL Amateur Draft 1969 sicherten sich die Philadelphia Flyers in Runde fünf an Platz 52 die Rechte an Schultz. 1972 wurde er von Keith Allen, dem General Manager der Philadelphia Flyers, verpflichtet. Die Flyers waren bis dahin ein eher erfolgloses Team in der NHL. Allen wollte dies durch Einführung einer härteren Spielweise ändern und engagierte daher Spieler wie Schultz oder Don Saleski. Dieser Plan ging auf und die Flyers wurden das am meisten gefürchtete – und am meisten gehasste – Team in der Liga, das 1974 und 1975 den Stanley Cup gewann. In dieser Zeit bekamen die Flyers den Beinamen Broad Street Bullies – das Stadion der Flyers befand sich in der Broad Street und Bully bedeutet Tyrann.
Schultz ragte in puncto Härte aus dem Team heraus und bekam so den Spitznamen The Hammer. Schultz, der auch als guter Defensivstürmer galt, avancierte bereits in seiner Rookie-Saison 1972/73 zum Strafbankkönig der NHL, einen "Titel", den er insgesamt vier Mal in seiner achtjährigen NHL-Karriere für sich verbuchen konnte. Er durchbrach als erster Spieler die Grenzen von 300 und 400 Strafminuten in einer Saison. Bis heute hält er in dieser Kategorie mit 472 Strafminuten den NHL-Rekord, erzielt in der Saison 1974/75, dem Jahr seines zweiten Stanley-Cup-Erfolges.
Nach vier Jahren bei den Flyers wurde er 1976 zu den Los Angeles Kings transferiert, danach spielte er noch für die Pittsburgh Penguins und die Buffalo Sabres. 1980 beendete er mit 30 Jahren seine Spielerkarriere. Gegen Ende seiner Karriere war ein Rückgang in der Anzahl der Strafminuten zu verzeichnen, was wohl auch darauf zurückzuführen war, dass sich die anderen Teams auf die harte Gangart der Flyers eingestellt hatten. So gab es zu diesem Zeitpunkt auch Enforcer in den anderen Teams, die oft physisch stärker waren als der mit 1,85 Metern und 85 Kilogramm körperlich nicht übermächtige Schultz.
Im Anschluss an seine Laufbahn als Spieler war er zeitweise Trainer bei verschiedenen Klubs in unterklassigen Ligen. In der Saison 1985/86 betreute er in seiner ersten Trainerstation die New York Slapshots aus der Atlantic Coast Hockey League. In der Saison 1996/97 erreichte er mit den Madison Monsters aus der Colonial Hockey League die erste Playoff-Runde. In den folgenden beiden Jahren trainierte er die Baton Rouge Kingfish aus der East Coast Hockey League sowie die Mohawk Valley Prowlers aus der United Hockey League, wurde bei beiden Vereinen jedoch vorzeitig entlassen. Zuletzt war er in der Saison 2004/05 Trainer der Elmira Jackals aus der ECHL, bei denen er gegen Ende der Spielzeit deren Cheftrainer Todd Brost ablöste.

## Erfolge und Auszeichnungen
- 1974 Stanley-Cup-Gewinn mit den Philadelphia Flyers
- 1975 Stanley-Cup-Gewinn mit den Philadelphia Flyers

## Karrierestatistik
(Legende zur Spielerstatistik: Sp oder GP = absolvierte Spiele; T oder G = erzielte Tore; V oder A = erzielte Assists; Pkt oder Pts = erzielte Scorerpunkte; SM oder PIM = erhaltene Strafminuten; +/− = Plus/Minus-Bilanz; PP = erzielte Überzahltore; SH = erzielte Unterzahltore; GW = erzielte Siegtore; 1 Play-downs/Relegation; Kursiv: Statistik nicht vollständig)